# Friedrich Grieninger
Friedrich Franz Grieninger (* 7. Dezember 1835 in Uffenheim; † 18. Februar 1915 in München) war Bürgermeister, Bankier und Mitglied des Deutschen Reichstags.

## Leben
Grieninger besuchte die Universitäten Leipzig, Heidelberg und Erlangen, wo er 1858 die erste und 1860 die zweite juristische Staatsprüfung ablegte. 1862 trat er in das Bankgeschäft seines Vaters ein. Zwischen 1862 und 1875 war er Bürgermeister in seiner Heimatstadt Uffenheim und von 1869 bis 1899 Mitglied der Bayerischen Kammer der Abgeordneten.
Von 1881 bis 1884 war er freisinniges Mitglied des Deutschen Reichstags für den Wahlkreis Mittelfranken 6 (Rothenburg ob der Tauber, Neustadt an der Aisch) und die Liberale Vereinigung.